# Jiaocheng (Lüliang)
Jiaocheng (en chino, 交城; pinyin, Jiāochéng) es un municipio  bajo la administración directa de la Prefectura Lüliang en la Provincia de Shaanxi, República Popular China.  Su área es de 1826 km² y su población total para 2010 superó los 230 mil habitantes. 

## Administración
El condado Jiaocheng se divide en 10 pueblos que se administran en 6 poblados y 4 villas.

## Toponimia
El topónimo Jiaocheng [/Chiáo-Cheng/] significa 'ciudad intersección', recibió ese nombre porque se encuentra en la intersección de los ríos Fen y Kong.